# La Jeunesse de Corto Maltese
Écrite et dessinée par Hugo Pratt puis prépubliée à partir de 1981, La Jeunesse de Corto Maltese est le 9e album des aventures du héros éponyme.Mais elle constitue un préquel ; son action se situe avant les épisodes publiés précédemment, puisqu'elle se déroule à la fin des hostilités de la première guerre russo-japonaise (1904-1905) : Corto Maltese est alors âgé de 17 ans et est à Moukden, en Mandchourie, près de la frontière coréenne. Il s'est lié d'amitié avec l'écrivain Jack London, correspondant de guerre pour The San Francisco Examiner. C’est à ce moment-là qu’il fait la connaissance de Raspoutine.

## L'histoire
Les Japonais sont sur le point de défaire la Russie tsariste. La fin de la guerre est proche. Les Russes se rendent et les ordres de cessez-le-feu se répandent.
À Port-Arthur, des francs-tireurs résistent encore. Sur le front de Moukden, un officier russe des troupes sibériennes ne veut rien savoir. Furieux, il continue de tirer sur les lignes ennemies et n’hésite pas à se retourner contre ses supérieurs. Pour éviter la condamnation qui l’attend, il déserte en revêtant un uniforme de l’armée impériale japonaise. Dans sa fuite, il trouve refuge dans un baraquement de la Croix-Rouge où il fait la connaissance du journaliste et correspondant de guerre, Jack London. 

Vite repéré par les Japonais au vu de son accoutrement qu’il a de toute évidence volé, le fuyard, répondant au nom de Raspoutine, est alors conduit manu militari à la police militaire — soupçonné d’être déserteur et l’assassin des soldats de son propre camp.

Plus tard, London blesse l'honneur d'un lieutenant japonais expert en arts martiaux et s'engage dans un duel perdu d'avance. Témoin de l’affaire, Raspoutine le sort de ce mauvais pas après s'être débarrassé dudit lieutenant ; mais  les militaires russes et japonais le recherchent toujours, il doit maintenant fuir la Mandchourie au plus vite pour conserver la vie. Un jeune ami de London, le marin Corto Maltese, pourrai l'aider en le faisant embarquer sur un navire marchand. 

## Analyse
Dans cette histoire, Pratt introduit Jack London, un des écrivains les plus importants dans sa formation. Toutefois, il explique être en désaccord avec les tentatives de récupération de cet auteur par certains intellectuels de gauche, sous prétexte qu'il a dénoncé l'exploitation capitaliste. Le bédéiste souligne que London était également raciste, ce qui explique qu'il ait souhaité la victoire des Russes dans la guerre en Mandchourie. De cet écrivain, Pratt aime autant ses auto-biographiques comme Martin Eden que ses romans tels que Croc-Blanc (il estime que l'influence de Rudyard Kipling sur ce roman est évidente).
Toujours à propos de littérature, Corto envisage de découvrir les mines du roi Salomon, celles au cœur du célèbre roman de l'écrivain anglais Henry Rider Haggard, paru en 1885. Ce livre débute le cycle romanesque narrant les aventures du chasseur Allan Quatermain, inspiré par l'explorateur Frederick Courtney Selous, que Pratt a bien connu. L'autre cycle africain de l'auteur, ayant également passionné le bédéiste, concerne la reine Ayesha, "Celle-qui-doit-être-obéie", apparue dans Elle (1887).

## Prépublications
- France : La Jeunesse de Corto Maltese, en noir et blanc dans le quotidien Le Matin de Paris, du 5 août 1981 au 1er janvier 1982.
- Italie : La giovinezza, en couleurs, dans la revue L’Eternauta, du no 1 au no 9, en 1982.
- France : La Jeunesse de Corto Maltese, en couleurs, dans le mensuel (À suivre), du no 51 d’avril 1982 au no 53 de juin 1982.

## Albums édités en France
Texte et dessin de Hugo Pratt.

### Éditions en couleurs

#### Tirage de tête
- La Jeunesse 1904-1905 (relié sous étui, couverture toilée grise, 1 000 exemplaires numérotés et signés par l’auteur), éd. Casterman, 1983  (ISBN 2-203-33705-2)

#### Édition originale
- La Jeunesse 1904-1905 (relié, couverture cartonnée, format 22,8x30,5. Préface, documents et aquarelles de Hugo Pratt), éd. Casterman, coll. « Un auteur (À SUIVRE) », 1983  (ISBN 2-203-33512-2)

#### Rééditions
- La Jeunesse 1904-1905 (relié, nouvelle couverture cartonnée[3], format 22,8x30,5. Préface, documents et aquarelles de Hugo Pratt), éd. Casterman, coll. « Un auteur (À SUIVRE) », 1985  (ISBN 2-203-33512-2)
- La Jeunesse (relié, couverture cartonnée, format 27x31. Documents et aquarelles de Hugo Pratt), éd. Casterman, 1985  (ISBN 2-203-33605-6)
- La Jeunesse (relié, couverture cartonnée avec jaquette, format 23,5x30,5. Documents et aquarelles de Hugo Pratt et Juan Antonio de Blas), éd. Casterman, 1996  (ISBN 2-203-32607-7)
- La Jeunesse (broché, couverture souple, format 14,5x21), éd. Casterman, coll. « Corto », tome 1, 2006  (ISBN 2-203-33101-1)
- La Jeunesse (relié, couverture cartonnée, format 21,5x29. Préface de Marco Steiner, photos de Marco d'Anna : Mandchourie, sur les traces de Corto Maltese), éd. Casterman, coll. « Corto Maltese », tome 1, 2008  (ISBN 978-2-203-01778-8)
- La Jeunesse de Corto (broché, couverture souple, format 14,5x21), éd. Magnard/Casterman, coll. « Classiques & Contemporains & Bande Dessinée »[4], no 3, 2009  (ISBN 978-2-210-76152-0)

### Édition en noir et blanc

#### Première édition
- La Jeunesse (broché, couverture souple à rabats, format 23,5x29,5. Préface de Dominique Petitfaux), éd. Casterman, coll. « Corto Maltese en noir et blanc », paru le 16 mars 2011  (ISBN 978-2-203-03353-5)[5]

## Corto en 1900
- Avec l'accord de Hugo Pratt, le dessinateur Lele Vianello a repris le personnage de Corto Maltese pour lui rendre hommage dans la bande dessinée, Le Fanfaron. Corto, âgé de 13 ans, est le héros du premier épisode intitulé, Rixe chinoise. Il se trouve dans le fort de Toku, au bord de la mer Jaune, au sud est de Pékin. Le 12 juin 1900, il commet son premier acte de bravoure en détruisant un canon pendant la révolte des Boxers (Lele Vianello, Le Fanfaron, éd. Casterman, 1993[6] ).